# روبرتو كاتلون
روبيرتو كارين كاتلون بيشي (بالإسبانية: Roberto Kettlun)‏ (مواليد 25 يوليو 1981 في سانتياغو) لاعب كرة قدم فلسطيني دولي يجيد اللعب في مركز الوسط. يلعب حاليا لصالح نادي هلال القدس منذ سنة 2012.

## روابط خارجية
- روبرتو كاتلون على موقع الاتحاد الدولي (مؤرشف)  (الإنجليزية)
- روبرتو كاتلون على موقع قاعدة بيانات كرة القدم.إي يو (الإنجليزية)
- روبرتو كاتلون على موقع قاعدة بيانات كرة القدم.إي يو (الإنجليزية)
- روبرتو كاتلون على موقع ناشيونال فوتبول تيمز (الإنجليزية)
- روبرتو كاتلون على موقع Soccerway.com (الإنجليزية)
- روبرتو كاتلون على موقع عالم كرة القدم.نت (الإنجليزية)